# 博茨瓦纳大学
博茨瓦纳大学（英語：University of Botswana），是非洲国家博茨瓦纳的一所公立综合性大学。

## 校史沿革
博茨瓦纳大学肇始于1964年由贝专纳（今波札那）、巴苏陀兰（今莱索托）和英属斯威士兰三个大英帝国殖民地合作建立的联合大学，1966年以后，波札那、莱索托与斯威士兰相继脱离大英帝国独立，但三国独立后，教育水平仍然有限、并缺乏独立办学的条件，在三国政府对高等教育发展的支持下，三国继续联合举办大学；1975年，莱索托退出联合大学，学校由波札那与史瓦帝尼两国合办。1982年，联合大学宣告解体，其位于波札那的校区成立博茨瓦纳大学；而位于史瓦帝尼的校区则成立史瓦濟蘭大學。博茨瓦纳大学也由此成为博茨瓦纳的第一所大学。

## 现况
博茨瓦纳大学有三个校区：其中校本部在该国首都嘉柏隆里，另外，该校也在弗朗西斯敦、馬翁设有校区；各专业分布在全校八个学院内，分別為商学院、教育学院、工程学院、人文学院、药学院、自然科学学院和社会科学学院以及凯图米尔·马西雷爵士教学医院；除此之外，2008年11月，博茨瓦纳大学和中华人民共和国上海师范大学共同建立了博茨瓦纳大学孔子学院，并于2009年7月正式招生，可以为博茨瓦纳学生提供汉语教育。

## 外部鏈接
- 官方网站（英文）